# نیوکاسل، نیو ساوت ولز
نیوکاسل Newcastle شهری است در استرالیا. این شهر در ایالت نیو ساوت ولز و در شمال شهر سیدنی قرار گرفته‌است. نیوکاسل دومین شهر بزرگ این ایالت است و جمعیتی بالغ بر ۱۶۸٬۸۷۳ نفر دارد.
نیوکاسل از نظر تقسیمات کشوری، یک کلانشهر به حساب می‌آید. این شهر دارای معادن زغال سنگ فراوانی است و از بزرگترین مراکز صادرات زغال سنگ جهان است. نخستین گروه اروپائیان در سال ۱۷۹۷ این منطقه را کشف کردند. تا پیش از آن، تنها گروه‌هایی از بومیان استرالیا در این ناحیه زندگی می‌کردند. 

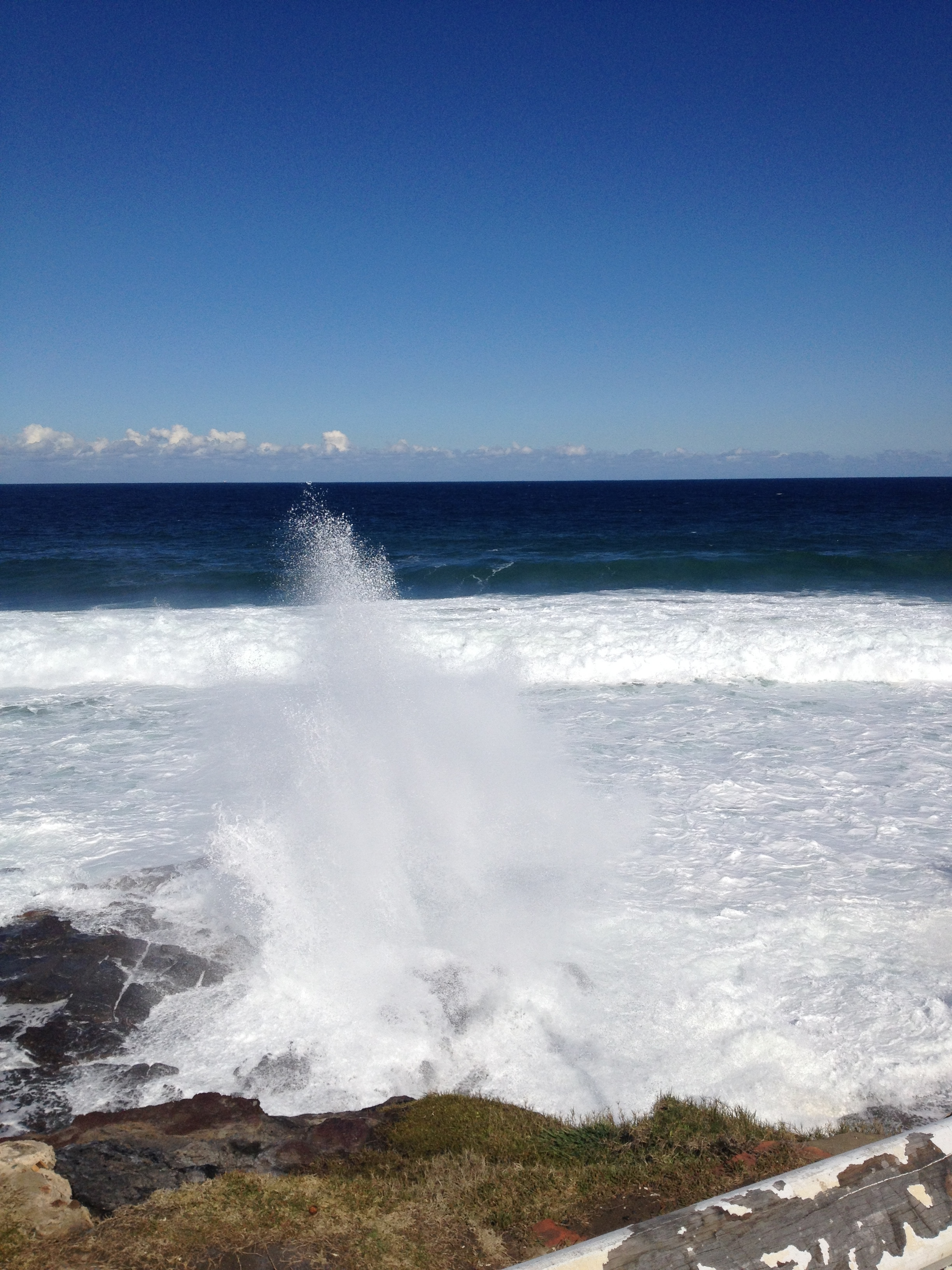
نمائی از اقیانوس آرام جنوبی، از ساحل نیوکاسل استرالیا

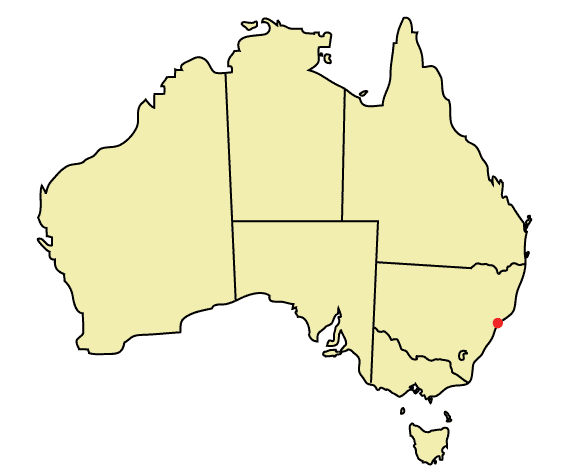
جایگاه نیوکاسل در نقشه استرالیا.
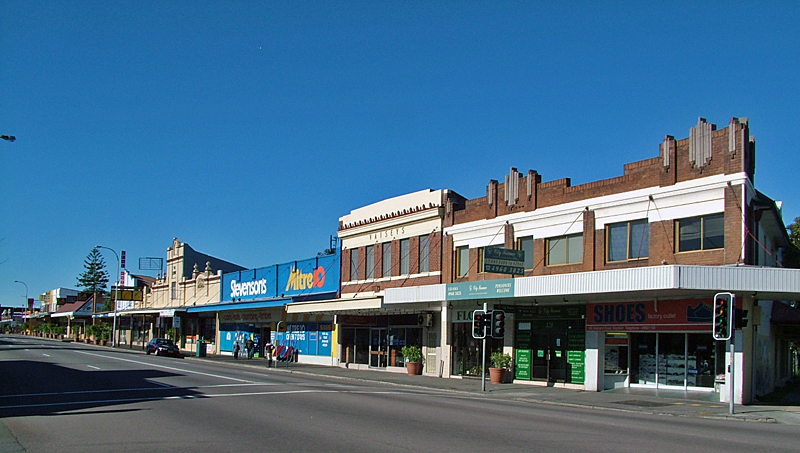
خیابانی در نیوکاسل.